# Bill Gregory
William Penn Gregory, Junior (* 14. Dezember 1949 in Galveston, Texas, USA) ist ein ehemaliger US-amerikanischer American-Football-Spieler. Er spielte in der Defensive Line und war in der National Football League (NFL) bei den Dallas Cowboys und den Seattle Seahawks aktiv.

## Spielerlaufbahn

### Collegekarriere
Bill Gregory besuchte in La Marque die Highschool. Nach seinem Schulabschluss wechselte er an die University of Wisconsin-Madison und spielte dort für die Wisconsin Badgers College Football auf der Position eines Defensive Tackle. Er entwickelte sich zu einem Leistungsträger und wurde in die Auswahl der Big Ten Conference gewählt. Zeitweise fungierte er als Mannschaftskapitän der Badgers.

### Profikarriere
Bill Gregory wurde im Jahr 1971 von den von Tom Landry trainierten Cowboys in der dritten Runde an 77. Stelle im NFL Draft gezogen. Die Cowboys hatten sich unter Landry zu einer Spitzenmannschaft entwickelt, ihre Defense um namhafte Spieler wie Jethro Pugh, Bob Lilly, George Andrie oder Larry Cole ging als Doomsday Defense in die Geschichte der NFL ein. Gregory wurde vom Defensive Coordinator Ernie Stautner überwiegend als Ersatzspieler in der Defensive Line eingesetzt. Im Spieljahr 1970 konnte er mit seiner Mannschaft seinen ersten Meistertitel gewinnen.
In seiner Rookie-Saison gewann Gregory mit den Cowboys in der Regular Season elf von 14 Spielen und zog damit in die Play-offs ein. Nach einem 14:3-Sieg über die San Francisco 49ers im NFC Championship Game gelang der Einzug in den Super Bowl VI. In diesem Spiel gelang den Cowboys ein 24:3-Sieg gegen die Miami Dolphins.
Ab der Saison 1975 erhielt Gregory verstärkt Einsatzzeit als Starter auf der Position eines Defensive Tackle.
Die Cowboys konnten in diesem Jahr in der regular Season 10 von 14 Spielen gewinnen. Nach einem 37:7-Sieg im NFC Championship Game über die Los Angeles Rams musste sich das Team aus Texas den Pittsburgh Steelers, die von Chuck Noll betreut wurden, geschlagen und geben und verlor im Super Bowl X knapp mit 21:17.
Im Jahr 1977 konnte Bill Gregory mit den Dallas Cowboys seinen zweiten Super Bowl gewinnen. Er zog mit seinem Team nach zwölf Siegen bei zwei Niederlagen in der regular Season in das NFC Championship Game ein, wo die Minnesota Vikings bei ihrer 23:6-Niederlage chancenlos blieben. Diesem Spiel folgte ein 27:10-Sieg über die Denver Broncos, im Super Bowl XII.
Vor der Spielrunde 1978 wechselte Gregory zu den Jack Patera betreuten Seattle Seahawks. Er wurde als Defensive End eingesetzt und konnte sich auf dieser Position als Stammspieler etablieren. Einen Titel konnte er mit den Seahawks nicht gewinnen – nach der Saison 1980 beendete er seine Laufbahn.

## Nach der Laufbahn
Nach seiner Laufbahn wurde Gregory Kundenbetreuer bei IBM in Dallas. Im Jahr 2007 wurde er von seinem College in die dortige Athletic Hall of Fame aufgenommen.

## Quelle
- Jens Plassmann: NFL – American Football. Das Spiel, die Stars, die Stories (= Rororo 9445 rororo Sport), Rowohlt, Reinbek bei Hamburg 1995, ISBN 3-499-19445-7
- Peter Golenbock: Landry’s Boys: An Oral History of a Team and an Era, Triumph Books, 2005, ISBN 1-61749-954-4
- Brian Jensen, Troy Aikman: Where Have All Our Cowboys Gone, 2005, ISBN 1-4616-3611-6

| Personendaten    | Personendaten                               |
| ---------------- | ------------------------------------------- |
| NAME             | Gregory, Bill                               |
| ALTERNATIVNAMEN  | Gregory, William Penn Junior                |
| KURZBESCHREIBUNG | US-amerikanischer American-Football-Spieler |
| GEBURTSDATUM     | 14. Dezember 1949                           |
| GEBURTSORT       | Galveston, Texas, USA                       |